# 阿希尔·苏沙尔
阿希尔·苏沙尔（法語：Achille Souchard，1900年5月17日—1976年9月20日），法国男子自行车运动员。他曾代表法国参加1920年夏季奥林匹克运动会自行车比赛，获得男子团体计时赛金牌。